# Lista negra de Hollywood
A lista negra de Hollywood foi a proibição de suspeitos comunistas de trabalhar na indústria do entretenimento dos Estados Unidos em meados do século XX. A lista negra começou no início da Guerra Fria e da ameaça vermelha, afetando a produção de entretenimento em Hollywood, Nova Iorque e outros lugares. Atores, roteiristas, diretores, músicos e outros profissionais foram impedidos de trabalhar com base em sua filiação atual ou passada, suposta filiação ou simpatia percebida com o Partido Comunista dos Estados Unidos (PCEUA), ou com base em sua recusa em auxiliar as investigações do Congresso ou do FBI sobre as atividades do Partido.
Mesmo durante o período de sua aplicação mais rigorosa, do final da década de 1940 ao final da década de 1950, a lista negra raramente era explicitada nem era facilmente verificável. Em vez disso, era o resultado de inúmeras decisões individuais implementadas por executivos de estúdios e não era o resultado de um estatuto legal formal. No entanto, a lista negra prejudicou diretamente ou acabou com as carreiras e rendas de dezenas de pessoas que trabalhavam em cinema, televisão e rádio.
Embora a lista negra não tivesse uma data oficial para terminar, foi geralmente reconhecido que ela enfraqueceu em 1960, ano em que Dalton Trumbo – um membro do PCEUA de 1943 a 1948, e também um dos "Dez de Hollywood" – foi abertamente contratado pelo diretor Otto Preminger para escrever o roteiro de Exodus (1960). Vários meses depois, o ator Kirk Douglas reconheceu publicamente que Trumbo escreveu o roteiro de Spartacus (1960). Apesar do avanço de Trumbo em 1960, outros artistas de cinema na lista negra continuaram a ter dificuldade em obter trabalho por anos depois.

## Os Dez de Hollywood e além
A primeira lista negra sistemática de Hollywood foi instituída em 25 de novembro de 1947, um dia após dez roteiristas e diretores de esquerda terem sido citados por desacato ao Congresso por se recusarem a responder perguntas perante o Comitê de Atividades Antiamericanas da Câmara dos Representantes dos Estados Unidos (CAAC). Os dez homens — Alvah Bessie, Herbert Biberman, Lester Cole, Edward Dmytryk, Ring Lardner Jr., John Howard Lawson, Albert Maltz, Samuel Ornitz, Adrian Scott e Dalton Trumbo — foram intimados pelo comitê no final de setembro para testemunhar sobre suas afiliações e associados comunistas. A citação por desacato incluía uma acusação criminal que levou a um julgamento e condenação altamente divulgados, com uma pena máxima de um ano de prisão, além de uma multa de mil dólares (12 700 dólares hoje).
A ação do Congresso levou um grupo de executivos de estúdio, agindo sob a égide da Associação de Produtores Cinematográficos, a suspender sem remuneração esses dez artistas de cinema – inicialmente rotulados como "Os Dez Não Amigáveis", mas logo mudaram para "Os Dez de Hollywood" – e a prometer que "daí em diante nenhum comunista ou outro subversivo seria 'conscientemente' empregado em Hollywood." A lista negra acabou se expandindo além de dez para centenas. Em 22 de junho de 1950, um livro em estilo panfleto intitulado Red Channels foi publicado. Focado no campo da radiodifusão, identificou 151 profissionais da indústria do entretenimento como "Fascistas Vermelhos e seus simpatizantes" que se infiltraram no rádio e na televisão. Não demorou muito para que os nomeados, junto com uma série de outros artistas, fossem impedidos de trabalhar no campo do entretenimento.

## Indivíduos na lista negra

### Os Dezenove de Hollywood
Em 27 de setembro de 1947, o CAAC intimou os seguintes dezenove indivíduos em um esforço para investigar elementos "subversivos" na indústria do entretenimento:
1. Alvah Bessie, roteirista
2. Herbert Biberman, roteirista e diretor
3. Lester Cole, roteirista
4. Edward Dmytryk, diretor
5. Ring Lardner Jr., roteirista
6. John Howard Lawson, roteirista
7. Albert Maltz, roteirista
8. Samuel Ornitz, roteirista
9. Adrian Scott, produtor e roteirista
10. Dalton Trumbo, roteirista
11. Bertolt Brecht, dramaturgo e roteirista
12. Richard Collins, roteirista
13. Howard Koch, roteirista
14. Gordon Kahn, roteirista
15. Robert Rossen, roteirista e diretor
16. Waldo Salt, roteirista
17. Lewis Milestone, diretor
18. Irving Pichel, ator e diretor
19. Larry Parks, ator

O CAAC alegou que esses homens eram filiados ao PCEUA e haviam injetado propaganda comunista em seus filmes. Embora as alegações nunca tenham sido comprovadas, os investigadores exigiram que os "Dezenove de Hollywood" admitissem suas crenças políticas e citassem nomes de outros comunistas. Devido a doenças, conflitos de agenda e exaustão das audiências caóticas, apenas os onze primeiros da lista foram chamados para testemunhar. Brecht, o único estrangeiro no grupo, fingiu cooperar e então fugiu para a Europa. Os outros dez se recusaram a responder perguntas sobre sua filiação ao Screen escritors Guild ou ao Partido Comunista. O CAAC os acusou de desacato ao Congresso e eles foram imediatamente colocados na lista negra. Os dez americanos que testemunharam foram chamados de "Dez Não Amigáveis", mas logo ficaram mais comumente conhecidos como "Dez de Hollywood".
Em 1947, pertencer ao PCEUA ainda não constituía um crime, e o direito do comitê de investigar as crenças e associações das pessoas era legalmente problemático. Como defesa, os Dez confiaram nas garantias da Primeira Emenda de liberdade de expressão e de pensamento (e o direito de manter os pensamentos privados), mas o comitê acusou os homens de desacato ao Congresso por se recusarem a responder perguntas. Testemunhas subsequentes (exceto Pete Seeger) tentaram diferentes estratégias de defesa.
Reconhecendo o potencial de punição, os Dez resistiram à autoridade do CAAC. Eles gritaram com o presidente e trataram o comitê com indignação. Ao receberem suas citações de desacato, eles presumiram que a Suprema Corte anularia as decisões, o que não se mostrou verdade. Como resultado, eles foram condenados por desacato e multados em mil dólares cada, e cumpriram penas de prisão que variavam de seis meses a um ano. Em consonância com a dura atmosfera política da época, os Dez de Hollywood foram provavelmente os primeiros americanos a serem presos por desacato ao Congresso, uma contravenção.
Martin Redish sugeriu que o direito à liberdade de expressão da Primeira Emenda foi exercido nesses casos mais para proteger os poderes dos acusadores do Congresso do que para proteger os direitos dos acusados. Depois de ver a ineficácia da defesa baseada na Primeira Emenda adotada pelos Dez de Hollywood, os réus posteriores optaram por invocar a Quinta Emenda (contra a autoincriminação).
O apoio público aos Dez de Hollywood vacilou, pois os observadores cidadãos comuns nunca tiveram certeza do que fazer com eles. Alguns dos que estavam na lista negra escreveram sobre suas experiências. John Howard Lawson, o líder não oficial dos Dez de Hollywood, publicou um livro atacando a indústria cinematográfica por sua capitulação ao CAAC. Embora culpasse principalmente os executivos do estúdio, ele também defendeu os Dez e castigou Edward Dmytryk por ser o único membro a se retratar e cooperar com o comitê.
Em sua autobiografia de 1981, Hollywood Red, o roteirista Lester Cole afirmou que praticamente todos os Dez de Hollywood se juntaram ao PCEUA em algum momento. Outros membros dos Dez de Hollywood, como Dalton Trumbo e Edward Dmytryk, admitiram publicamente serem comunistas ao testemunhar perante o comitê.
Quando Dmytryk escreveu suas memórias sobre a lista negra de Hollywood, ele denunciou os Dez e defendeu sua decisão de trabalhar com o CAAC e citar nomes. Caracterizando-se como o "estranho no ninho", ele alegou ter deixado o PCEUA bem antes de ser intimado. Ele condenou a estratégia legal dos Dez de desafiar o Congresso e se arrependeu de ter permanecido no grupo por tanto tempo.

### Outros em 1947
- Hanns Eisler, compositor[24]
- Bernard Gordon, roteirista[25]
- Joan LaCour Scott, roteirista[26][27]
- Irving Lerner, editor e diretor[28]

### Adicionado de janeiro de 1948 a junho de 1950
(um asterisco após a entrada indica que a pessoa também foi listada no Red Channels)
- Ben Barzman, roteirista[29]
- Paul Draper, ator e dançarino*[30]
- Sheridan Gibney, roteirista[31]
- Paul Green, dramaturgo e roteirista[32]
- Lillian Hellman, dramaturgo e roteirista*[33]
- Canada Lee, ator[34][35]
- Paul Robeson, ator e cantor[36]
- Edwin Rolfe, poeta e roteirista[37]
- William Sweets, personalidade de rádio*[38]
- Richard Wright, escritor[32]

### Lista doRed Channels
(ver, e.g., Schrecker [2002], p. 244; Barnouw [1990], p. 122–124)
- Larry Adler, ator e músico
- Luther Adler, ator e diretor
- Stella Adler, atriz e professora
- Edith Atwater, atriz
- Howard Bay, cenógrafo
- Ralph Bell, ator
- Leonard Bernstein, compositor e condutor
- Walter Bernstein, roteirista[40]
- Michael Blankfort, roteirista
- Marc Blitzstein, compositor
- True Boardman, roteirista
- Millen Brand, escritor
- Oscar Brand, cantor de folk
- Joseph Edward Bromberg, ator
- Himan Brown, produtor e diretor
- John Brown, ator
- Abe Burrows, dramaturgo e letrista
- Morris Carnovsky, ator
- Vera Caspary, escritor
- Edward Chodorov, roteirista e produtor
- Jerome Chodorov, escritor
- Mady Christians, atriz
- Lee J. Cobb, ator
- Marc Connelly, dramaturgo
- Aaron Copland, compositor
- Norman Corwin, escritor
- Howard Da Silva, ator
- Roger De Koven, ator
- Dean Dixon, condutor
- Olin Downes, crítico musical
- Alfred Drake, ator e cantor
- Paul Draper, ator e dançarino
- Howard Duff, ator
- Clifford J. Durr, advogado
- Richard Dyer-Bennet, cantor de folk
- José Ferrer, ator
- Louise Fitch, atriz
- Martin Gabel, ator
- Arthur Gaeth, comentarista de rádio
- William S. Gailmor, jornalista e comentarista de rádio
- John Garfield, ator
- Will Geer, ator
- Jack Gilford, ator e comediante
- Tom Glazer, cantor de folk
- Ruth Gordon, atriz e roteirista
- Lloyd Gough, ator
- Morton Gould, pianista e compositor
- Shirley Graham, escritor
- Ben Grauer, personalidade de rádio e televisão
- Mitchell Grayson, produtor de rádio e diretor
- Horace Grenell, condutor e produtor musical
- Uta Hagen, atriz e professor
- Dashiell Hammett, escritor
- E. Y. "Yip" Harburg, letrista
- Robert P. Heller, jornalista televisivo
- Lillian Hellman, dramaturgo e roteirista
- Nat Hiken, escritor e produtor
- Rose Hobart, atriz
- Judy Holliday, atriz e comediante
- Roderick B. Holmgren, jornalista
- Lena Horne, cantor e atriz
- Langston Hughes, escritor
- Marsha Hunt, atriz
- Leo Hurwitz, diretor
- Charles Irving, ator
- Burl Ives, cantor de folk e ator
- Sam Jaffe, ator
- Leon Janney, ator
- Joe Julian, ator
- Garson Kanin, escritor e diretor
- George Keane, ator
- Donna Keath, atriz de rádio
- Pert Kelton, atriz
- Alexander Kendrick, jornalista e author
- Adelaide Klein, atriz
- Felix Knight, cantor e ator
- Howard Koch, roteirista
- Tony Kraber, ator
- Millard Lampell, roteirista
- John La Touche, letrista
- Arthur Laurents, escritor
- Gypsy Rose Lee, atriz e ecdisiasta
- Madeline Lee, atriz[d]
- Ray Lev, pianistaa clássico
- Philip Loeb, ator
- Ella Logan, atriz e cantor
- Alan Lomax, folclorista e musicólogo
- Avon Long, ator e cantor
- Joseph Losey, diretor
- Peter Lyon, escritor de televisão
- Aline MacMahon, atriz
- Paul Mann, diretor e professor
- Margo, atriz e dançarina
- Myron McCormick, ator
- Paul McGrath, radio ator
- Burgess Meredith, ator
- Arthur Miller, dramaturgo
- Henry Morgan, ator
- Zero Mostel, ator e comediante
- Jean Muir, atriz
- Meg Mundy, atriz
- Lyn Murray, compositor e diretor coral
- Ben Myers, advogado
- Dorothy Parker, escritor
- Arnold Perl, produtor e escritor
- Minerva Pious, atriz
- Samson Raphaelson, roteirista e dramaturgo
- Bernard Reis, accountant
- Anne Revere, atriz
- Kenneth Roberts, escritor
- Earl Robinson, compositor e letrista
- Edward G. Robinson, ator
- William N. Robson, escritor de rádio e televisão
- Harold Rome, compositor e letrista
- Norman Rosten, escritor
- Selena Royle, atriz
- Coby Ruskin, TV diretor
- Robert St. John, jornalista, locutor
- Hazel Scott, músico de jazz
- Pete Seeger, cantor de folk
- Lisa Sergio, personalidade de rádio
- Artie Shaw, músico de jazz
- Irwin Shaw, escritor
- Robert Lewis Shayon, ex-presidente do sindicato dos diretores de rádio e TV
- Ann Shepherd, atriz
- William L. Shirer, jornalista, locutor
- Allan Sloane, escritor de rádio e televisão
- Howard K. Smith, jornalista, locutor
- Gale Sondergaard, atriz
- Hester Sondergaard, atriz
- Lionel Stander, ator
- Johannes Steele, jornalista, comentarista de rádio
- Paul Stewart, ator
- Elliott Sullivan, ator
- William Sweets, personalidade de rádio
- Helen Tamiris, coreógrafo
- Betty Todd, diretor
- Louis Untermeyer, poeta
- Hilda Vaughn, atriz
- J. Raymond Walsh, comentarista de rádio
- Sam Wanamaker, ator
- Theodore Ward, dramaturgo
- Fredi Washington, ator
- Margaret Webster, atriz, diretor e produtor
- Orson Welles, ator, escritor e diretor
- Josh White, músico de blues
- Irene Wicker, cantor e atriz
- Betty Winkler (Keane), atriz
- Martin Wolfson, ator
- Lesley Woods, ator
- Richard Yaffe, jornalista, locutor

### Adicionado depois de junho de 1950
- Eddie Albert, ator[41]
- Lew Amster, roteirista[42]
- Richard Attenborough, ator, diretor e produtor[43]
- Norma Barzman, roteirista[44]
- Sol Barzman, roteirista[45]
- Orson Bean, ator[46]
- Albert Bein, roteirista[42]
- Harry Belafonte, ator e cantor[47]
- Barbara Bel Geddes, atriz[48]
- Ben Bengal, roteirista[49]
- Seymour Bennett, roteirista[50]
- Leonardo Bercovici, roteirista[51]
- Herschel Bernardi, ator[52]
- John Berry, ator, roteirista e diretor[53]
- Henry Blankfort, roteirista[54]
- Laurie Blankfort, artista[54]
- Roman Bohnen, ator[55]
- Allen Boretz, roteirista e songescritor[56]
- Phoebe Brand, atriz[57]
- John Bright, roteirista[58]
- Phil Brown, ator[59]
- Harold Buchman, roteirista[60]
- Sidney Buchman, roteirista[61]
- Luis Buñuel, diretor[62]
- Val Burton, roteirista[63]
- Hugo Butler, roteirista[64]
- Alan Campbell, roteirista[65][66]
- Cliff Carpenter, ator[67]
- Howland Chamberlain, ator[68]
- Charlie Chaplin, ator, diretor e produtor[69]
- Maurice Clark, roteirista[70]
- Angela Clarke, atriz[71]
- Richard Collins, roteirista[72]
- Charles Collingwood, comentarista de rádio[73]
- Dorothy Comingore, atriz[74]
- George Corey, roteirista[75]
- Irwin Corey, ator e comediante[76]
- Jeff Corey, ator[77]
- Oliver Crawford, roteirista[78]
- John Cromwell, diretor[79]
- Charles Dagget, animador[80][e]
- Danny Dare, coreógrafo[81][f]
- Jules Dassin, diretor[82]
- Ossie Davis, ator[83]
- Ruby Dee, atriz[84]
- Dolores del Río, atriz[85]
- Karen DeWolf, roteirista[86]
- Howard Dimsdale, escritor[87]
- Ludwig Donath, ator[55]
- Arnaud d'Usseau, roteirista[88]
- Phil Eastman, escritor de desenhos[89]
- Leslie Edgley, roteirista[90]
- Edward Eliscu, roteirista[91]
- Faith Elliott, animador[92]
- Cy Endfield, roteirista e diretor[93]
- Guy Endore, roteirista[88]
- Francis Edward Faragoh, roteirista[94]
- Frances Farmer, atriz[95]
- Virginia Farmer, dramaturgo e roteirista[96]
- Howard Fast, escritor[97]
- John Henry Faulk, personalidade de rádio[98]
- Jerry Fielding, compositor[99]
- Carl Foreman, produtor e roteirista[100]
- Anne Froelick, roteirista[87]
- Lester Fuller, roteirista e diretor[101]
- Jody Gilbert, atriz[102]
- Bert Gilden, roteirista[103]
- Lee Gold, roteirista[104]
- Harold Goldman, roteirista[105]
- Michael Gordon, diretor[106]
- Jay Gorney, roteirista[107]
- Lee Grant, atriz[108]
- Morton Grant, roteirista[109]
- Anne Green, roteirista[110]
- Jack T. Gross, produtor[111]
- Margaret Gruen, roteirista[112]
- David Hilberman, animador[113]
- Tamara Hovey, roteirista[114]
- John Hubley, animador[115]
- Edward Huebsch, roteirista[116]
- Ian McLellan Hunter, roteirista[117]
- Kim Hunter, atriz[118]
- John Ireland, ator[119]
- Daniel James, roteirista[120]
- Paul Jarrico, produtor e roteirista[121]
- Gordon Kahn, roteirista[87]
- Victor Kilian, ator[122]
- Sidney Kingsley, dramaturgo[123]
- Alexander Knox, ator[124]
- Mickey Knox, ator[125]
- Lester Koenig, produtor de filme[126]
- Charles Korvin, ator[127]
- Hy Kraft, roteirista[128]
- Constance Lee, roteirista[129]
- Will Lee, ator e cômico
- Robert Lees, roteirista[117]
- Carl Lerner, editor e diretor[130]
- Irving Lerner, diretor[131]
- Sam Levene, ator[132]
- Lewis Leverett, ator[133]
- Alfred Lewis Levitt, roteirista[134]
- Helen Slote Levitt, roteirista[134]
- Mitch Lindemann, roteirista[111]
- Norman Lloyd, ator[135]
- Ben Maddow, roteirista[136]
- Arnold Manoff, roteirista[137]
- William Marshall, ator[138]
- Edwin Max, ator[71]
- John McGrew, animador[139]
- Ruth McKenney, escritor[140]
- Paul McVey, ator[71]
- Bill Melendez, animador[141]
- John "Skins" Miller, ator[142]
- Paula Miller, atriz[133]
- Josef Mischel, roteirista[143]
- Karen Morley, atriz[144]
- Henry Myers, roteirista[145]
- Mortimer Offner, roteirista[91]
- Alfred Palca, escritor e produtor[146]
- Larry Parks, ator[147]
- Leo Penn, ator[148]
- George Pepper (produtor)[149]
- Jeanette Pepper, economist[150]
- Irving Pichel, ator e diretor[151]
- Louis Pollock, roteirista[152]
- Abraham Polonsky, roteirista e diretor[109]
- William Pomerance, executivo de animação[153]
- Vladimir Pozner, roteirista[154]
- Stanley Prager, diretor[114]
- John Randolph, ator[155]
- Maurice Rapf, roteirista[156]
- Rosaura Revueltas, atriz[157]
- Robert L. Richards, roteirista[120]
- Frederic I. Rinaldo, roteirista[158]
- Martin Ritt, ator e diretor[159]
- W. L. River, roteirista[86]
- Marguerite Roberts, roteirista[160]
- David Robison, roteirista[161]
- Naomi Robison, atriz[161]
- Louise Rousseau, roteirista[62]
- Jean Rouverol (Butler), atriz e escritor[162]
- Shimen Ruskin, ator[90]
- Madeleine Ruthven, roteirista[163]
- Waldo Salt, roteirista[164]
- John Sanford, roteirista[165]
- Bill Scott, ator de voz e produtor[80]
- Martha Scott, atriz[152]
- Robert Shayne, ator
- Joshua Shelley, ator[148]
- Madeleine Sherwood, atriz[166]
- Reuben Ship, roteirista[167]
- Viola Brothers Shore, roteirista[154]
- Hilda Simms, atriz
- George Sklar, dramaturgo[62]
- Art Smith, ator[133]
- Louis Solomon, roteirista e produtor[168]
- Ray Spencer, roteirista[111]
- Janet Stevenson, escritor[55]
- Philip Stevenson, escritor[55]
- Donald Ogden Stewart, roteirista[169]
- Arthur Strawn, roteirista[170]
- Bess Taffel, roteirista[114]
- Julius Tannenbaum, produtor[60]
- Frank Tarloff, roteirista[171]
- Shepard Traube, diretor e roteirista[63][172]
- Dorothy Tree, atriz[173]
- Paul Trivers, roteirista[174]
- George Tyne, ator[148]
- Michael Uris, escritor[175]
- Peter Viertel, roteirista[176]
- Salka Viertel, roteirista e atriz[177]
- Bernard Vorhaus, diretor[178]
- John Weber, produtor[179]
- Richard Weil, roteirista[116]
- Hannah Weinstein, produtor[180]
- Haskell Wexler, cinematographer[181]
- John Wexley, roteirista[182]
- Crane Whitley, ator[71]
- Michael Wilson, roteirista[183]
- Nedrick Young, ator e roteirista[184]
- Julian Zimet, roteirista[88]